# Stenis och Vika
Stenis och Vika – miejscowość (tätort) w Szwecji, w regionie administracyjnym (län) Dalarna, w gminie Mora.
Według danych Szwedzkiego Urzędu Statystycznego liczba ludności wyniosła: 375 (31 grudnia 2015), 366 (31 grudnia 2018) i 361 (31 grudnia 2019).